# Felipe Peñaloza
Felipe Antonio Peñaloza Moya (Talca, Chile, 2 de enero de 1988) es un futbolista chileno. Juega de defensa y su equipo actual es 18 de septiembre (club amateur de la ciudad de Talca, Chile).
Se formó en las divisiones inferiores de Rangers, donde hace su debut en el profesionalismo el año 2006.

## Clubes
| Club                | País  | Año       |
| ------------------- | ----- | --------- |
| Rangers             | Chile | 2006-2010 |
| Deportes Temuco     | Chile | 2011      |
| Rangers             | Chile | 2012      |
| Lota Schwager       | Chile | 2012      |
| Deportes Concepción | Chile | 2013-2014 |

- Datos: Q5858363